# Łęg rozlewiskowy

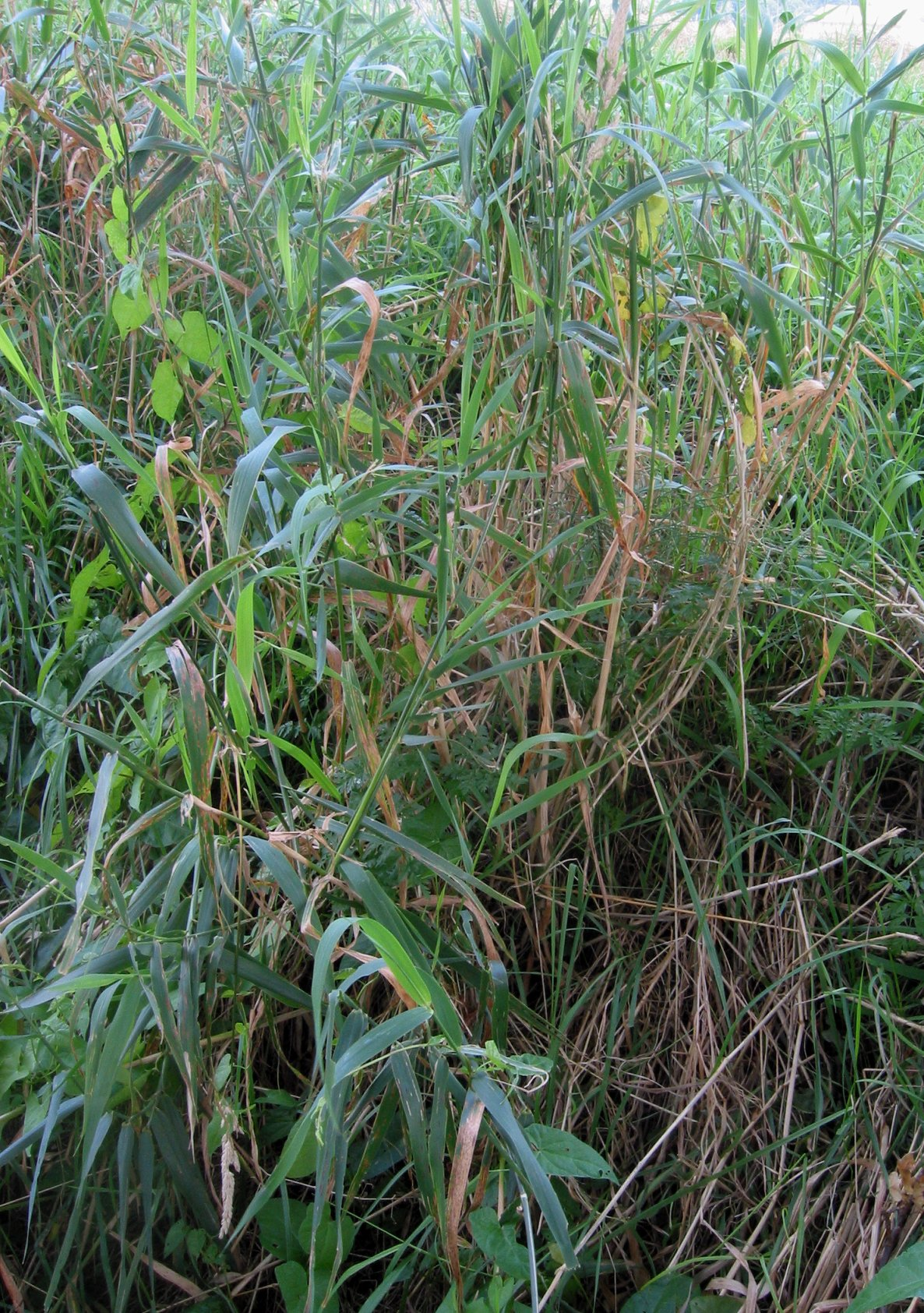
Szuwar mozgowy

Łęg rozlewiskowy – rodzaj łąki zajmującej siedliska podmokłe. Występuje zwykle w dolinach rzecznych na tarasie zalewowym. Gleba mułowo-torfowa, także mady. Odczyn gleby kwaśny (pH=5,5÷6,5). Poziom wody zmienny – po roztopach i powodziach na powierzchni, latem tuż pod powierzchnią lub do 80–100 cm pod powierzchnią. Woda odpływa powoli. Żyzność stosunkowo dobra. Użytkowanie ekstensywne. Jako użytek zielony jest objęty przez program rolnośrodowiskowy – warianty 4.3 i 5.3 (szuwary wielkoturzycowe). Znaczenie gospodarskie niewielkie (siano nadające się na ściółkę).

## Fitosocjologia
W odróżnieniu od typowych łąk łęgowych łęg rozewiskowy porasta głównie roślinność szuwarowa z klasy Phragmitetea, w szczególności turzycowiska ze związku Magnocaricion. Dominantami są turzyce – turzyca zaostrzona (Carex gracilis), turzyca błotna (Carex acutiformis), turzyca dwustronna (Carex disticha) lub trawy – manna mielec (Glyceria aquatica), mozga trzcinowata (Phalaris arundinacea) i mietlica rozłogowa (Agrostis stolonifera). Towarzyszą im takie gatunki jak: turzyca pęcherzykowata (Carex vesicaria), wiechlina błotna (Poa palustris), jaskier rozłogowy (Ranunculus repens), tojeść rozesłana (Lysimachia nummularia), rdest ziemnowodny (Polygonum anphibium), przytulia błotna (Galium palustre), skrzyp bagienny (Equisetum palustre), knieć błotna (Caltha palustris), gwiazdnica błotna (Stellaria palustris), mięta okręgowa (Mentha × verticillata), pięciornik gęsi (Potentilla anserina).